# Mirach 100
Die Mirach 100 ist eine Zieldarstellungsdrohne der italienischen Firma SELEX Galileo (heute Leonardo S.p.A.).

## Entwicklung
Die Version 100/5 wurde ab 1995 durch die 2002 von SELEX übernommene Firma Meteor entwickelt und hatte im Dezember 1996 ihren Erstflug. Sie erhielt 1998 ihre Zulassung durch das italienische Militär und wird in der Version Mirach 100/5 durch die Verteidigungsministerien von Deutschland, Italien, Großbritannien und Frankreich sowie auf NATO-Übungsplätzen eingesetzt. Sie wird zur Simulation verschiedenster Bedrohungen verwendet, so kann sie zum Beispiel einen im Tiefstflug angreifenden schnellen Seezielflugkörper simulieren, aber auch als Zielobjekt für Kampfjets oder Flugabwehrstellungen dienen. Als Nutzlast kommen unter anderem Infrarotfackeln oder zwei autonome Locusta-Subziele zum Einsatz. Gesteuert wird die Drohne entweder automatisch durch ein programmierbares Flugsteuersystem oder eine Bodenstation. Der Start erfolgt mit Hilfe zweier Starthilfsraketen, die Landung mit einem Fallschirm. Ende 2010 wurde die weiterentwickelte Version 100/x mit Williams-WJ38-7T-Triebwerk und aerodynamischen Änderungen für eine höhere Wendigkeit vorgestellt. Eine Aufklärungsvariante wird als Mirach 150 bezeichnet.

## Technische Daten
| Kenngröße             | Daten 100/4 | Daten 100/5             |
| --------------------- | ----------- | ----------------------- |
| Länge                 | 4,12 m      | 4,07 m                  |
| Spannweite            | 3,96 m      | 2,30 m                  |
| Höhe                  |             | 0,89 m                  |
| Rumpfdurchmesser      |             | 0,40 m                  |
| Nutzlast              |             | >60 kg                  |
| Leermasse             |             | ? kg                    |
| Startmasse            | 269 kg      | 330 kg                  |
| Höchstgeschwindigkeit | 979 km/h    | 1050 km/h (> 0,85 Mach) |
| Flughöhe              | bis 9.150 m | 3–12.500 m              |
| Lastvielfache         |             | 6–8 g                   |
| Flugzeit              | > 1 h       | >1,5 h                  |
| Triebwerk             |             | ein Microturbo TRS 18-1 |